# クリーニング志村
株式会社クリーニング志村（クリーニングしむら）は、山梨県のクリーニング店、株式会社である。1947年（昭和22年）創業。

## 概要
山梨県甲府市に本社や工場、約25平方メートルの事務所を持つ。

## TVCM
「洗濯をどこに出すかは個人の自由！」というテレビCMは知名度が高い。内容は学校の教室で教師が「早い！ 安い！ きれい！ と言ったら答えは何だ！」と言った後に「志村」という生徒を指名し、「クリーニング志村」と答えさせるもの。
なお、このCMは日清食品「2020年!地元から沸かせ! #地元CMフェス」の山梨県のCMの基となり、「トレーニング八村」のパロディCMが制作された。